# Marcello Guida
Marcello Guida (Napoli, 1913 – Trieste, 8 aprile 1990) è stato un poliziotto italiano.
Funzionario di polizia, fu questore di Torino e di Milano.

## Biografia
Divenuto vice commissario del Corpo di pubblica sicurezza e inviato alla Divisione affari generali e riservati, Ufficio confino politico, nel 1937 fu nominato vice direttore della colonia penale di Ponza, nel 1939 della colonia di confino politico di Ventotene e poi, promosso commissario, ne divenne direttore.
Il 28 luglio 1943 giunse nel piccolo porto dell'isola Benito Mussolini, che il governo Badoglio aveva deciso di confinare a Ventotene; ma Guida, direttore della colonia, per ragioni di sicurezza, considerata la presenza di quasi novecento confinati e della bene armata guarnigione tedesca (che si occupava di un potente radar), decise di non accogliere la corvetta Persefone che si diresse allora verso la vicina Ponza. Guida restò a Ventotene fino ad agosto. 
Dal 23 settembre 1943 fu trasferito alla questura di Roma, ove rimase per tutto il periodo dell'occupazione tedesca (1943-1944). Dal 22 gennaio 1945 fu commissario aggiunto a Marino, in provincia di Roma.
Finita la guerra uscì assolto dal successivo processo per l'epurazione dopo la liberazione: avrebbe ampiamente collaborato con il socialista Corrado Bonfantini delle brigate Matteotti, mentre il comunista Ruggero Grieco in difesa di Guida scrisse una nota a Pietro Nenni, conservata nell'Archivio Centrale dello Stato-Affari dell'Alto commissario per le sanzioni contro il fascismo. Tra i beneficiari dell'amnistia Togliatti, rimase quindi in Polizia e fece carriera divenendo negli anni successivi questore di Gorizia e di Trieste.
Nel 1968 è questore a Torino. Durante degli scontri nel corso degli scioperi degli operai FIAT del giugno e luglio 1969, venne ferito in fronte da una pietra e trasferito a Milano dall'allora ministro dell'interno, Franco Restivo. Diresse quindi le indagini seguenti la strage di piazza Fontana del 12 dicembre 1969, spingendo verso la pista anarchica – poi rivelatasi un depistaggio – e fu coinvolto, come superiore del commissario Luigi Calabresi, nel caso dell'uccisione per defenestramento dell'anarchico Giuseppe Pinelli. 
Fece scalpore nel dicembre 1969 il rifiuto dell'allora presidente della Camera, Sandro Pertini – recluso sotto il fascismo proprio a Ventotene –, arrivato in visita alla stazione di Milano Centrale dopo la morte di Pinelli, di stringergli la mano: con il suo gesto Pertini volle porre seri dubbi sulla presunta collaborazione di Guida con la Resistenza oltreché, come aggiungerà in un'intervista del 1973 a Oriana Fallaci, sottolineare come su questi «gravava l'ombra della morte» di Pinelli. In aggiunta a ciò, nella lettera aperta a L'Espresso del 13 giugno 1971 contro il commissario Calabresi, un centinaio di intellettuali denunciarono l'«arbitrio calunnioso» di Guida, in quanto aveva sostenuto che Pinelli si fosse suicidato.
Nel corso del 1970, intanto, era stato promosso ispettore generale e trasferito al ministero dell'interno a Roma, fino alla pensione. Trasferitosi a Trieste, vi visse con moglie e due figlie sino al 1990, anno della sua morte all'età di 77 anni.